# 宽叶蔓豆
宽叶蔓豆（学名：Glycine gracilis）是豆科大豆属的植物，是中国的特有植物。分布于中国大陆的黑龙江、吉林、辽宁等地，生长于海拔50米至400米的地区，常生长在路旁、田边、村边或沟边湿地，目前尚未由人工引种栽培。
其种加词来源于拉丁文“gracilis”，意为“纤细的”。

## 别名
细茎大豆（中国主要植物图说）

## 异名
- Glycine gracilis Skvortsov var. nigra Skvortsov